# Johan Madsen Krogh
Johan Madsen Krogh (* 22. Juli 1879 in Øster Ulslev; † 21. August 1936) war ein dänischer Kaufmann.

## Leben
Johan Madsen Krogh war der Sohn des Hofbesitzers Mads Christiansen Krogh und seiner Frau Ane Sophie Petersen. Er begann seine Karriere 1893 als Angestellter im Herredsbüro von Falsters Sønder Herred mit Sitz in Nykøbing Falster. 1896 wechselte er in die Bistumsverwaltung des Bistums Lolland-Falster. 1901 wurde er Sekundleutnant. Er wollte eigentlich Jura studieren, erhielt dann aber eine Stelle als Volontär in Qeqertarsuaq und wurde somit 1902 in Handelsdiensten nach Grönland gesandt. 1904 wechselte er nach Upernavik, wo er mit der Grönländerin Kristine Laurette Louise Møller (1880–?) einen 1905 geborenen Sohn zeugte. Im selben Jahr wurde er nach Uummannaq versetzt, verbrachte von 1906 bis 1907 ein Jahr in Dänemark und kam anschließend nach Aasiaat. 1908 wurde er erst kommissarischer Kolonialverwalter in Qasigiannguit und dann Handelsassistent in Sisimiut. Am 8. August 1909 heiratete er dort Clara Kristine Poulsen Nymann (1889–?), die Tochter des Proprietärs Christen Poulsen Nymann und seiner Frau Ane Marie Larsen Nymann. Noch im selben Jahr wechselte er nach Ilulissat. Dort wurde er 1912 kommissarisch zum Kolonialverwalter ernannt, bevor er das Amt erst 1919 fest übernahm. In dieser Zeit war er an der Verfassung der Kapitel zum Kolonialdistrikt Jakobshavn und zum Kolonialdistrikt Christianshaab in Grønland i tohundredeaaret for Hans Egedes landing beteiligt, wobei ersteres die Vorlage für alle restlichen Kapitel des zweibändigen Werks lieferte. 1923 musste er wegen schwacher Gesundheit nach Dänemark zurückkehren, wo er sich erst in der Tabaksteuerverwaltung in Kopenhagen anstellen ließ und 1929 zu Grønlands Styrelse wechselte. In diesem Amt starb er 1936 plötzlich im Alter von 57 Jahren.